# Rue des Dominicaines
La rue des Dominicaines est une voie située dans le 1er arrondissement de Marseille. 

## Situation et accès
Elle relie le boulevard d'Athènes à la rue d'Aix.

## Historique
C’est l’ancienne rue des Récollets, moines de l’ordre de Saint-François qui choisissent de vivre dans des maisons de recueillement ou de récollection ; ils prennent le nom de frères de l’étroite observance ou Récollets.

## Bâtiments remarquables et lieux de mémoire
- Au n° 3 se trouve l’église Saint-Théodore consacrée par l’évêque de Marseille, Mgr Étienne de Puget, le 21 octobre 1648. Elle est agrandie et transformée en 1731 sous l’épiscopat de Mgr Henri de Belsunce qui plaça dans cette église une relique de Saint-Henri empereur, donnée par le chapitre de la cathédrale de Bamberg en Allemagne.
- Au n° 12 : maison Louis XV avec balcon en fer forgé.